# Lista över utmärkelser som mottagits av Mass Effect 2
Mass Effect 2 är ett actionrollspel utvecklat av Bioware och utgivet av Electronic Arts. Spelet släpptes till Microsoft Windows och Xbox 360 den 26 januari 2010 och till Playstation 3 den 18 januari 2011. Vid spelets utgivning fick det ett starkt positivt mottagande från datorspelspublikationer. Recension-sammanställningssidorna Gamerankings och Metacritic gav Xbox 360-versionen av spelet de  genomsnittliga betygen 95,69% respektive 96 av 100. Spelet har fått flera utmärkelser och nomineringar, främst för spelets manus och berättelse.
Vid den 14:e årliga D.I.C.E. Awards, tidigare känd som Interactive Achievement Awards, vann Mass Effect 2 utmärkelserna "Årets spel", "Årets MMO/Datorrollspel" och "Enastående prestation inom berättande". Under Spike Video Game Awards 2010 vann spelet "Bästa Xbox 360-spel" och "Bästa RPG". Bioware erkändes också för sitt arbete på spelet och belönades med utmärkelsen "Årets studio". I Canadian Videogame Awards 2011 vann spelet utmärkelserna "Årets spel", "Bästa konsolspel", "Bästa speldesign" och "Bästa manus". Spelet fick också flera andra anmärkningsvärda utmärkelser, bland annat "Bästa spel" på British Academy of Film and Television Arts Awards, Best Writing på Game Developers Choice Awards och två Golden Joystick Awards för "Årets bästa RPG" och "Årets ultimata spel".
Mass Effect 2 benämns ofta som ett av de bästa datorspelen som någonsin skapats. År 2011 valdes Mass Effect 2 ut som en av 80 speltitlar från de senaste 40 åren som placeras på utställningen "Art of Video Games" i Smithsonian American Art Museum, och IGN rankade spelet på första plats på sin lista över "Topp 100 moderna datorspel". År 2014 placerade underhållningswebbplatsen WatchMojo.com Mass Effect 2 på första plats på deras lista över "Topp 10 Electronic Arts-spel". Spelet inkluderades också som en av speltitlarna i boken 1001 Video Games You Must Play Before You Die.

## Utmärkelser
| År   | Utmärkelse                                            | Kategori                                            | Mottagare                                | Resultat  | Ref.            |
| ---- | ----------------------------------------------------- | --------------------------------------------------- | ---------------------------------------- | --------- | --------------- |
| 2009 | Game Critics Awards                                   | Best of Show                                        | Mass Effect 2                            | Nominerad | [ 7 ] [ 8 ]     |
| 2009 | Game Critics Awards                                   | Best Console Game                                   | Mass Effect 2                            | Nominerad | [ 7 ] [ 8 ]     |
| 2009 | Game Critics Awards                                   | Best Role Playing Game                              | Mass Effect 2                            | Vann      | [ 7 ] [ 8 ]     |
| 2009 | IGN's Best of E3 2009 Awards                          | Best Role Playing Game                              | Mass Effect 2                            | Vann      | [ 9 ]           |
| 2009 | IGN's Best of E3 2009 Awards                          | Best Graphics Technology                            | Mass Effect 2                            | Nominerad | [ 10 ]          |
| 2009 | IGN's Best of E3 2009 Awards                          | Best Console Game                                   | Mass Effect 2                            | Vann      | [ 10 ]          |
| 2009 | IGN's Best of E3 2009 Awards                          | Best PC Game                                        | Mass Effect 2                            | Nominerad | [ 10 ]          |
| 2009 | IGN's Best of E3 2009 Awards                          | Overall Game of Show                                | Mass Effect 2                            | Nominerad | [ 10 ]          |
| 2009 | GameSpot's E3 '09 Editors' Choice Awards              | Best Role-Playing Game                              | Mass Effect 2                            | Vann      | [ 11 ]          |
| 2009 | GameSpot's E3 '09 Editors' Choice Awards              | Best Xbox 360 Game                                  | Mass Effect 2                            | Nominerad | [ 12 ]          |
| 2009 | GameSpy's Best of E3 2009 Awards                      | Overall Game of Show                                | Mass Effect 2                            | Nominerad | [ 13 ]          |
| 2009 | GameSpy's Best of E3 2009 Awards                      | Multiplatform Game of Show                          | Mass Effect 2                            | Vann      | [ 13 ]          |
| 2009 | GameSpy's Best of E3 2009 Awards                      | Role-Playing Game of Show                           | Mass Effect 2                            | Vann      | [ 14 ]          |
| 2009 | X-Play's Best of E3 2009 Awards                       | Game of Show                                        | Mass Effect 2                            | Nominerad | [ 15 ]          |
| 2009 | X-Play's Best of E3 2009 Awards                       | Best Xbox 360 Game                                  | Mass Effect 2                            | Vann      | [ 15 ]          |
| 2009 | X-Play's Best of E3 2009 Awards                       | Best RPG                                            | Mass Effect 2                            | Vann      | [ 15 ]          |
| 2009 | X-Play's Best of E3 2009 Awards                       | Best Technical Achievement – Software               | Mass Effect 2                            | Nominerad | [ 15 ]          |
| 2009 | IGN:s Best of Gamescom 2009 Awards                    | Best Xbox 360 Game                                  | Mass Effect 2                            | Vann      | [ 16 ]          |
| 2009 | IGN:s Best of Gamescom 2009 Awards                    | Game of Show                                        | Mass Effect 2                            | Vann      | [ 17 ]          |
| 2009 | 7th Annual Spike Video Game Awards                    | Most Anticipated Game                               | Mass Effect 2                            | Nominerad | [ 18 ] [ 19 ]   |
| 2010 | Golden Joystick Awards                                | RPG of the Year                                     | Mass Effect 2                            | Vann      | [ 20 ]          |
| 2010 | Golden Joystick Awards                                | Ultimate Game of the Year                           | Mass Effect 2                            | Vann      | [ 21 ]          |
| 2010 | 8th Annual Spike Video Game Awards                    | Game of the Year                                    | Mass Effect 2                            | Nominerad | [ 22 ] [ 23 ]   |
| 2010 | 8th Annual Spike Video Game Awards                    | Studio of the Year                                  | Bioware for Mass Effect 2                | Vann      | [ 22 ] [ 23 ]   |
| 2010 | 8th Annual Spike Video Game Awards                    | Best Xbox 360 Game                                  | Mass Effect 2                            | Vann      | [ 22 ] [ 23 ]   |
| 2010 | 8th Annual Spike Video Game Awards                    | Best PC Game                                        | Mass Effect 2                            | Nominerad | [ 22 ] [ 23 ]   |
| 2010 | 8th Annual Spike Video Game Awards                    | Best RPG                                            | Mass Effect 2                            | Vann      | [ 22 ] [ 23 ]   |
| 2010 | 8th Annual Spike Video Game Awards                    | Best Original Score                                 | Mass Effect 2                            | Nominerad | [ 22 ] [ 23 ]   |
| 2010 | 8th Annual Spike Video Game Awards                    | Best Performance By A Human Male                    | Martin Sheen som Illusive Man            | Nominerad | [ 22 ] [ 23 ]   |
| 2010 | 8th Annual Spike Video Game Awards                    | Best Performance By A Human Female                  | Jennifer Hale som Commander Shepard      | Nominerad | [ 22 ] [ 23 ]   |
| 2010 | 8th Annual Spike Video Game Awards                    | Best Performance By A Human Female                  | Yvonne Strahovski som Miranda Lawson     | Nominerad | [ 22 ] [ 23 ]   |
| 2010 | 8th Annual Spike Video Game Awards                    | Best DLC                                            | Mass Effect 2: Lair of the Shadow Broker | Nominerad | [ 22 ] [ 23 ]   |
| 2010 | 8th Annual Visual Effects Society Awards              | Outstanding Visual Effects in a Video Game Trailer  | Tim Miller, Brandon Riza, Dave Wilson    | Nominerad | [ 24 ]          |
| 2010 | Inside Gaming Awards                                  | Game of the Year                                    | Mass Effect 2                            | Nominerad | [ 25 ] [ 26 ]   |
| 2010 | Inside Gaming Awards                                  | Most Compelling Character                           | Jack (Subject Zero)                      | Nominerad | [ 25 ] [ 26 ]   |
| 2010 | Inside Gaming Awards                                  | Best DLC                                            | Mass Effect 2: Lair of the Shadow Broker | Vann      | [ 25 ] [ 26 ]   |
| 2010 | Inside Gaming Awards                                  | Best Original Score                                 | Mass Effect 2                            | Nominerad | [ 25 ] [ 26 ]   |
| 2010 | Cheat Code Central's 4th Annual Cody Awards           | Game of the Year                                    | Mass Effect 2                            | Nominerad | [ 27 ] [ 28 ]   |
| 2010 | Cheat Code Central's 4th Annual Cody Awards           | Best Xbox 360 Game                                  | Mass Effect 2                            | Vann      | [ 29 ]          |
| 2010 | Cheat Code Central's 4th Annual Cody Awards           | Best RPG                                            | Mass Effect 2                            | Vann      | [ 30 ]          |
| 2010 | Cheat Code Central's 4th Annual Cody Awards           | Best DLC                                            | Mass Effect 2: Lair of the Shadow Broker | Nominerad | [ 31 ] [ 32 ]   |
| 2010 | Cheat Code Central's 4th Annual Cody Awards           | Best Sound                                          | Mass Effect 2                            | Nominerad | [ 33 ] [ 34 ]   |
| 2010 | Cheat Code Central's 4th Annual Cody Awards           | Best Male Character                                 | John Shepard                             | Nominerad | [ 35 ] [ 36 ]   |
| 2010 | Cheat Code Central's 4th Annual Cody Awards           | Best Female Character                               | Jane Shepard                             | Vann      | [ 37 ]          |
| 2010 | GameFocus Awards                                      | Game of the Year                                    | Mass Effect 2                            | Vann      | [ 38 ]          |
| 2010 | GameFocus Awards                                      | Best Role Playing Game                              | Mass Effect 2                            | Vann      | [ 38 ]          |
| 2010 | GameFocus Awards                                      | Best Musical Score                                  | Mass Effect 2                            | Vann      | [ 38 ]          |
| 2010 | GameFocus Awards                                      | Achievement in Sound                                | Mass Effect 2                            | Nominerad | [ 38 ]          |
| 2010 | GameFocus Awards                                      | Achievement in Visuals                              | Mass Effect 2                            | Vann      | [ 38 ]          |
| 2010 | GameFocus Awards                                      | Achievement in Story Writing                        | Mass Effect 2                            | Nominerad | [ 38 ]          |
| 2010 | GameFocus Awards                                      | Best DLC                                            | Mass Effect 2 DLC                        | Nominerad | [ 38 ]          |
| 2010 | IGN:s Best of 2010 Awards                             | Best Story (Xbox 360)                               | Mass Effect 2                            | Vann      | [ 39 ]          |
| 2010 | IGN:s Best of 2010 Awards                             | Most Innovative Gameplay (Xbox 360)                 | Mass Effect 2                            | Nominerad | [ 40 ]          |
| 2010 | IGN:s Best of 2010 Awards                             | Best Character (Xbox 360)                           | Mordin Solus                             | Nominerad | [ 41 ]          |
| 2010 | IGN:s Best of 2010 Awards                             | Best Character (Xbox 360)                           | Thane                                    | Vann      | [ 41 ]          |
| 2010 | IGN:s Best of 2010 Awards                             | Best Visuals (Xbox 360)                             | Mass Effect 2                            | Nominerad | [ 42 ]          |
| 2010 | IGN:s Best of 2010 Awards                             | Most Bang for Your Buck (Xbox 360)                  | Mass Effect 2                            | Nominerad | [ 43 ]          |
| 2010 | IGN:s Best of 2010 Awards                             | Best Sci-Fi Game (Xbox 360)                         | Mass Effect 2                            | Vann      | [ 44 ]          |
| 2010 | IGN:s Best of 2010 Awards                             | Best Blockbuster Game (Xbox 360)                    | Mass Effect 2                            | Vann      | [ 45 ]          |
| 2010 | IGN:s Best of 2010 Awards                             | Best Xbox 360 Game of the Year                      | Mass Effect 2                            | Vann      | [ 46 ]          |
| 2010 | IGN:s Best of 2010 Awards                             | Best Story (PC)                                     | Mass Effect 2                            | Vann      | [ 47 ]          |
| 2010 | IGN:s Best of 2010 Awards                             | Coolest Atmosphere (PC)                             | Mass Effect 2                            | Nominerad | [ 48 ]          |
| 2010 | IGN:s Best of 2010 Awards                             | Most Innovative Gameplay (PC)                       | Mass Effect 2                            | Vann      | [ 49 ]          |
| 2010 | IGN:s Best of 2010 Awards                             | Best Character (PC)                                 | Illusive Man                             | Vann      | [ 50 ]          |
| 2010 | IGN:s Best of 2010 Awards                             | Best Visuals (PC)                                   | Mass Effect 2                            | Vann      | [ 51 ]          |
| 2010 | IGN:s Best of 2010 Awards                             | Best Soundtrack (PC)                                | Mass Effect 2                            | Vann      | [ 52 ]          |
| 2010 | IGN:s Best of 2010 Awards                             | Best Sci-Fi Game (PC)                               | Mass Effect 2                            | Vann      | [ 53 ]          |
| 2010 | IGN:s Best of 2010 Awards                             | PC Game of the Year                                 | Mass Effect 2                            | Nominerad | [ 54 ]          |
| 2010 | IGN:s Best of 2010 Awards                             | Best Story (Overall)                                | Mass Effect 2                            | Vann      | [ 55 ]          |
| 2010 | IGN:s Best of 2010 Awards                             | Coolest Atmosphere (Overall)                        | Mass Effect 2                            | Nominerad | [ 56 ]          |
| 2010 | IGN:s Best of 2010 Awards                             | Best Boss (Overall)                                 | Reaper                                   | Nominerad | [ 57 ]          |
| 2010 | IGN:s Best of 2010 Awards                             | Most Memorable Moment (Overall)                     | Destruction of the Normandy              | Nominerad | [ 58 ]          |
| 2010 | IGN:s Best of 2010 Awards                             | Most Addictive (Overall)                            | Mass Effect 2                            | Nominerad | [ 59 ]          |
| 2010 | IGN:s Best of 2010 Awards                             | Most Innovative Gameplay (Overall)                  | Mass Effect 2                            | Nominerad | [ 60 ]          |
| 2010 | IGN:s Best of 2010 Awards                             | Best Character (Overall)                            | Thane                                    | Nominerad | [ 61 ]          |
| 2010 | IGN:s Best of 2010 Awards                             | Best Visuals (Overall)                              | Mass Effect 2                            | Nominerad | [ 62 ]          |
| 2010 | IGN:s Best of 2010 Awards                             | Best Soundtrack (Overall)                           | Mass Effect 2                            | Nominerad | [ 63 ]          |
| 2010 | IGN:s Best of 2010 Awards                             | Best Sci-Fi Game (Overall)                          | Mass Effect 2                            | Vann      | [ 64 ]          |
| 2010 | IGN:s Best of 2010 Awards                             | Best Blockbuster Game (Overall)                     | Mass Effect 2                            | Vann      | [ 65 ]          |
| 2010 | IGN:s Best of 2010 Awards                             | Game of the Year                                    | Mass Effect 2                            | Vann      | [ 66 ]          |
| 2010 | GameSpy's Game of the Year 2010 Awards                | Overall Game of the Year                            | Mass Effect 2                            | Nominerad | [ 67 ]          |
| 2010 | GameSpy's Game of the Year 2010 Awards                | Role-Playing Game of the Year                       | Mass Effect 2                            | Vann      | [ 68 ]          |
| 2010 | GameSpy's Game of the Year 2010 Awards                | Xbox 360 Game of the Year                           | Mass Effect 2                            | Vann      | [ 12 ]          |
| 2010 | GameSpot's Best of 2010 Awards                        | Game of the Year                                    | Mass Effect 2                            | Nominerad | [ 69 ]          |
| 2010 | GameSpot's Best of 2010 Awards                        | Best PC Game                                        | Mass Effect 2                            | Nominerad | [ 70 ]          |
| 2010 | GameSpot's Best of 2010 Awards                        | Best Xbox 360 Game                                  | Mass Effect 2                            | Nominerad | [ 71 ]          |
| 2010 | GameSpot's Best of 2010 Awards                        | Best RPG                                            | Mass Effect 2                            | Vann      | [ 72 ]          |
| 2010 | GameSpot's Best of 2010 Awards                        | Best Story                                          | Mass Effect 2                            | Nominerad | [ 73 ]          |
| 2010 | GameSpot's Best of 2010 Awards                        | Best Graphics, Artistic                             | Mass Effect 2                            | Nominerad | [ 74 ]          |
| 2010 | GameSpot's Best of 2010 Awards                        | Best New Character                                  | Mordin Solus                             | Nominerad | [ 75 ]          |
| 2010 | GameSpot's Best of 2010 Awards                        | Best Downloadable Content                           | Mass Effect 2: Lair of the Shadow Broker | Nominerad | [ 76 ]          |
| 2010 | GameSpot's Best of 2010 Awards                        | Best Voice Acting                                   | Mass Effect 2                            | Nominerad | [ 77 ]          |
| 2010 | GameSpot's Best of 2010 Awards                        | Most Memorable Moment                               | Opening scene                            | Nominerad | [ 78 ]          |
| 2010 | GameSpot's Best of 2010 Awards                        | Best Writing/Dialogue                               | Mass Effect 2                            | Nominerad | [ 79 ]          |
| 2010 | GameTrailers' Game of the Year 2010 Awards            | Game of the Year                                    | Mass Effect 2                            | Vann      | [ 80 ]          |
| 2010 | GameTrailers' Game of the Year 2010 Awards            | Best Role-Playing Game                              | Mass Effect 2                            | Vann      | [ 80 ]          |
| 2010 | GameTrailers' Game of the Year 2010 Awards            | Best Story                                          | Mass Effect 2                            | Vann      | [ 80 ]          |
| 2010 | GameTrailers' Game of the Year 2010 Awards            | Best Expansion                                      | Mass Effect 2 DLC                        | Nominerad | [ 80 ]          |
| 2010 | GameTrailers' Game of the Year 2010 Awards            | Best Xbox 360 Game                                  | Mass Effect 2                            | Vann      | [ 80 ]          |
| 2010 | GameTrailers' Game of the Year 2010 Awards            | Best PC 360 Game                                    | Mass Effect 2                            | Vann      | [ 80 ]          |
| 2010 | GameTrailers' Game of the Year 2010 Awards            | Best Single-Player Campaign                         | Mass Effect 2                            | Vann      | [ 80 ]          |
| 2010 | X-Play's Best of 2010 Awards                          | Game of the Year                                    | Mass Effect 2                            | Vann      | [ 81 ] [ 82 ]   |
| 2010 | X-Play's Best of 2010 Awards                          | Best Writing                                        | Mass Effect 2                            | Vann      | [ 81 ] [ 82 ]   |
| 2010 | X-Play's Best of 2010 Awards                          | Best Soundtrack                                     | Mass Effect 2                            | Nominerad | [ 81 ] [ 82 ]   |
| 2010 | X-Play's Best of 2010 Awards                          | Best DLC                                            | Mass Effect 2: Lair of the Shadow Broker | Nominerad | [ 81 ] [ 82 ]   |
| 2010 | X-Play's Best of 2010 Awards                          | Best RPG                                            | Mass Effect 2                            | Vann      | [ 81 ] [ 82 ]   |
| 2010 | 1UP.com's 2010 Game Of The Year Awards                | Best 360 Game                                       | Mass Effect 2                            | Nominerad | [ 83 ]          |
| 2010 | 1UP.com's 2010 Game Of The Year Awards                | Best Expansion                                      | Mass Effect 2 DLC                        | Nominerad | [ 84 ]          |
| 2010 | 1UP.com's 2010 Game Of The Year Awards                | Best RPG                                            | Mass Effect 2                            | Vann      | [ 84 ]          |
| 2010 | 1UP.com's 2010 Game Of The Year Awards                | Game of the Year                                    | Mass Effect 2                            | Nominerad | [ 85 ]          |
| 2010 | Destructoid's Game of the Year 2010 Award             | Game of the Year                                    | Mass Effect 2                            | Nominerad | [ 86 ]          |
| 2010 | Giant Bomb's Game of the Year 2010 Awards             | Best New Character                                  | Mordin Solus                             | Nominerad | [ 87 ]          |
| 2010 | Giant Bomb's Game of the Year 2010 Awards             | Best Downloadable Add-On                            | Mass Effect 2: Lair of the Shadow Broker | Nominerad | [ 88 ]          |
| 2010 | Giant Bomb's Game of the Year 2010 Awards             | Character We'd Most Like To Party With              | The Illusive Man                         | Vann      | [ 89 ]          |
| 2010 | Giant Bomb's Game of the Year 2010 Awards             | Best Story                                          | Mass Effect 2                            | Nominerad | [ 89 ]          |
| 2010 | Giant Bomb's Game of the Year 2010 Awards             | Best Multiplatform Game & Game of the Year, 2010    | Mass Effect 2                            | Vann      | [ 90 ]          |
| 2010 | Eurogamer's Game of the Year 2010 Award               | Game of the Year                                    | Mass Effect 2                            | Vann      | [ 91 ]          |
| 2010 | Game Rant's 2010 Video Game Awards                    | Best Gameplay                                       | Mass Effect 2                            | Nominerad | [ 92 ] [ 93 ]   |
| 2010 | Game Rant's 2010 Video Game Awards                    | Game of the Year                                    | Mass Effect 2                            | Vann      | [ 92 ] [ 93 ]   |
| 2011 | 14th Annual D.I.C.E. Awards                           | Game of the Year                                    | Mass Effect 2                            | Vann      | [ 94 ]          |
| 2011 | 14th Annual D.I.C.E. Awards                           | Outstanding Achievement in Game Direction           | Mass Effect 2                            | Nominerad | [ 94 ]          |
| 2011 | 14th Annual D.I.C.E. Awards                           | Outstanding Achievement in Story                    | Mass Effect 2                            | Vann      | [ 94 ]          |
| 2011 | 14th Annual D.I.C.E. Awards                           | Outstanding Character Performance                   | Mark Meer as Male Shepard                | Nominerad | [ 94 ]          |
| 2011 | 14th Annual D.I.C.E. Awards                           | Role-Playing/Massively Multiplayer Game of the Year | Mass Effect 2                            | Vann      | [ 94 ]          |
| 2011 | British Academy Video Games Awards                    | Artistic Achievement                                | Mass Effect 2                            | Nominerad | [ 95 ]          |
| 2011 | British Academy Video Games Awards                    | Best Game                                           | Mass Effect 2                            | Vann      | [ 95 ]          |
| 2011 | British Academy Video Games Awards                    | Gameplay                                            | Mass Effect 2                            | Nominerad | [ 95 ]          |
| 2011 | British Academy Video Games Awards                    | Original Music                                      | Mass Effect 2                            | Nominerad | [ 95 ]          |
| 2011 | British Academy Video Games Awards                    | Story                                               | Mass Effect 2                            | Nominerad | [ 95 ]          |
| 2011 | British Academy Video Games Awards                    | GAME Award of 2010                                  | Mass Effect 2                            | Nominerad | [ 95 ]          |
| 2011 | 11th Annual Game Developers Choice Awards             | Game of the Year                                    | Mass Effect 2                            | Nominerad | [ 96 ]          |
| 2011 | 11th Annual Game Developers Choice Awards             | Best Writing                                        | Mass Effect 2                            | Vann      | [ 96 ]          |
| 2011 | 11th Annual Game Developers Choice Awards             | Best Game Design                                    | Mass Effect 2                            | Nominerad | [ 96 ]          |
| 2011 | 11th Annual Game Developers Choice Awards             | Best Technology                                     | Mass Effect 2                            | Nominerad | [ 96 ]          |
| 2011 | 11th Annual Game Developers Choice Awards             | Best Audio                                          | Mass Effect 2                            | Nominerad | [ 96 ]          |
| 2011 | National Academy of Video Game Trade Reviewers Awards | Game of the Year                                    | Mass Effect 2                            | Nominerad | [ 97 ]          |
| 2011 | National Academy of Video Game Trade Reviewers Awards | Animation                                           | Mass Effect 2                            | Nominerad | [ 97 ]          |
| 2011 | National Academy of Video Game Trade Reviewers Awards | Art Direction, Fantasy                              | Mass Effect 2                            | Vann      | [ 97 ]          |
| 2011 | National Academy of Video Game Trade Reviewers Awards | Character Design                                    | Mass Effect 2                            | Nominerad | [ 97 ]          |
| 2011 | National Academy of Video Game Trade Reviewers Awards | Direction in a Game Cinema                          | Mass Effect 2                            | Nominerad | [ 97 ]          |
| 2011 | National Academy of Video Game Trade Reviewers Awards | Lead Performance in a Drama                         | Mark Meer, Mass Effect 2                 | Nominerad | [ 97 ]          |
| 2011 | National Academy of Video Game Trade Reviewers Awards | Original Dramatic Score, Franchise                  | Mass Effect 2                            | Nominerad | [ 97 ]          |
| 2011 | National Academy of Video Game Trade Reviewers Awards | Sound Editing in a Game Cinema                      | Mass Effect 2                            | Vann      | [ 97 ]          |
| 2011 | National Academy of Video Game Trade Reviewers Awards | Writing in a Drama                                  | Mass Effect 2                            | Nominerad | [ 97 ]          |
| 2011 | National Academy of Video Game Trade Reviewers Awards | Game Sequel RPG                                     | Mass Effect 2                            | Vann      | [ 97 ]          |
| 2011 | 9th Annual Game Audio Network Guild Awards            | Best Soundtrack Album                               | Mass Effect 2                            | Nominerad | [ 98 ] [ 99 ]   |
| 2011 | Canadian Videogame Awards                             | Best Canadian Made Game of the Year                 | Mass Effect 2                            | Vann      | [ 100 ]         |
| 2011 | Canadian Videogame Awards                             | Best Console Game                                   | Mass Effect 2                            | Vann      | [ 100 ]         |
| 2011 | Canadian Videogame Awards                             | Best Audio                                          | Mass Effect 2                            | Nominerad | [ 100 ]         |
| 2011 | Canadian Videogame Awards                             | Best Game Design                                    | Mass Effect 2                            | Vann      | [ 100 ]         |
| 2011 | Canadian Videogame Awards                             | Best Technology                                     | Mass Effect 2                            | Nominerad | [ 100 ]         |
| 2011 | Canadian Videogame Awards                             | Best Visual Arts                                    | Mass Effect 2                            | Nominerad | [ 100 ]         |
| 2011 | Canadian Videogame Awards                             | Best Writing                                        | Mass Effect 2                            | Vann      | [ 100 ]         |
| 2011 | 9th Annual Spike Video Game Awards                    | Best DLC                                            | Mass Effect 2: Arrival                   | Nominerad | [ 101 ]         |
| 2011 | IGN:s Best of 2011 Awards                             | Best PS3 Role-Playing Game                          | Mass Effect 2                            | Vann      | [ 102 ]         |
| 2011 | IGN:s Best of 2011 Awards                             | Best PS3 Sound                                      | Mass Effect 2                            | Nominerad | [ 103 ]         |
| 2011 | IGN:s Best of 2011 Awards                             | Best PS3 Story                                      | Mass Effect 2                            | Nominerad | [ 104 ]         |
| 2011 | IGN:s Best of 2011 Awards                             | PS3 Game of the Year                                | Mass Effect 2                            | Nominerad | [ 104 ]         |
| 2012 | 10th Annual Spike Video Game Awards                   | EW and Spike VGA Best Game of the Decade            | Mass Effect 2                            | Nominerad | [ 105 ] [ 106 ] |